# پارتنشتاین
پارتنشتاین (به آلمانی: Partenstein) یک شهر در آلمان است که در ماین-اشپسارت واقع شده‌است.